# Zygodontomys brevicauda
O rato-da-cana (Zygodontomys brevicauda) é uma espécie de roedor da família Cricetidae, encontrado na Colômbia, Costa Rica, Guiana Francesa, Guiana, Panamá, Suriname, Trindade e Tobago e Venezuela. É considerado um reservatório de vírus, como o da febre hemorrágica venezuelana.